# Masclat
Masclat est une commune française, située dans le nord-ouest du département du Lot en région Occitanie.
Elle est également dans le causse de Gramat, le plus vaste et le plus sauvage des quatre causses du Quercy.
Exposée à un climat océanique altéré, elle est drainée par le ruisseau de Tournefeuille et par un autre cours d'eau. Elle est incluse dans le bassin de la Dordogne.
Masclat est une commune rurale qui compte 356 habitants en 2022, après avoir connu un pic de population de 1 311 habitants en 1836.  Ses habitants sont appelés les Mascladais ou  Mascladaises.

## Géographie
Masclat est une commune du Lot limitrophe du département de la Dordogne. Petite commune du canton de Souillac, elle s’étire le long de plusieurs routes qui permettent de se rendre en différents lieux : Gourdon, Lamothe-Fénelon, Saint-Julien-de-Lampon, Mareuil, Fajoles. Le village est campé sur une colline dominant au nord-est la vallée du Tournefeuille et le plateau où s’étend la commune de Nadaillac-de-Rouge.

### Communes limitrophes
Masclat est limitrophe de quatre communes dont deux situées dans le département de la Dordogne.. Au nord-est, le territoire de Nadaillac-de-Rouge est distant de moins de 200 mètres.
|                           | Saint-Julien-de-Lampon (Dordogne) |                 |
| Sainte-Mondane (Dordogne) | Masclat                           | Lamothe-Fénelon |
|                           | Fajoles                           |                 |

### Lieux-dits
Les Ballats, Baracayre, Champ d'Esprat, Combe de la Mat, Combe l'Estang, Fontvieil, Grézaillou, La Gléole, La Métairie, La Pinière, La Régade, Lachamp, Le Bourg, Le Champ du Merle, Le Claux, Le Fléou, Le Mercadiol, Le Moulinou, Le Pech, Les Barbiers, Les Crozes, Les Débats, Les Dounats, Les Fournels, Les Grézals, Les Miquelets, Les Plantades, Mas de Couderc, Moussac, Moussac Haut, Nougarède, Pech de Biard, Peyre Plantade, Peyreyroux.

### Climat
Pour des articles plus généraux, voir Climat de l'Occitanie et Climat du Lot.
En 2010, le climat de la commune est de type climat océanique altéré, selon une étude s'appuyant sur une série de données couvrant la période 1971-2000. En 2020, Météo-France publie une typologie des climats de la France métropolitaine dans laquelle la commune est toujours exposée à un climat océanique altéré et est dans la région climatique Ouest et nord-ouest du Massif Central, caractérisée par une pluviométrie annuelle de 900 à 1 500 mm, maximale en automne et en hiver.
Pour la période 1971-2000, la température annuelle moyenne est de 12,6 °C, avec une amplitude thermique annuelle de 15,5 °C. Le cumul annuel moyen de précipitations est de 907 mm, avec 11,1 jours de précipitations en janvier et 6,9 jours en juillet. Pour la période 1991-2020, la température moyenne annuelle observée sur la station météorologique la plus proche, située sur la commune de Gourdon à 11 km à vol d'oiseau, est de 13,1 °C et le cumul annuel moyen de précipitations est de 823,0 mm,. Pour l'avenir, les paramètres climatiques de la commune estimés pour 2050 selon différents scénarios d’émission de gaz à effet de serre sont consultables sur un site dédié publié par Météo-France en novembre 2022.

### Milieux naturels et biodiversité

#### Espaces protégés
La protection réglementaire est le mode d’intervention le plus fort pour préserver des espaces naturels remarquables et leur biodiversité associée,.
La commune fait partie de la zone de transition du bassin de la Dordogne, un territoire d'une superficie de 1 880 258 ha reconnu réserve de biosphère par l'UNESCO en juillet 2012,.

## Urbanisme

### Typologie
Au 1er janvier 2024, Masclat est catégorisée commune rurale à habitat dispersé, selon la nouvelle grille communale de densité à sept niveaux définie par l'Insee en 2022.
Elle est située hors unité urbaine et hors attraction des villes,.

### Occupation des sols
L'occupation des sols de la commune, telle qu'elle ressort de la base de données européenne d’occupation biophysique des sols Corine Land Cover (CLC), est marquée par l'importance des territoires agricoles (51,7 % en 2018), une proportion identique à celle de 1990 (51,7 %). La répartition détaillée en 2018 est la suivante : 
zones agricoles hétérogènes (49,1 %), forêts (45,1 %), milieux à végétation arbustive et/ou herbacée (3,2 %), prairies (2,6 %). L'évolution de l’occupation des sols de la commune et de ses infrastructures peut être observée sur les différentes représentations cartographiques du territoire : la carte de Cassini (XVIIIe siècle), la carte d'état-major (1820-1866) et les cartes ou photos aériennes de l'IGN pour la période actuelle (1950 à aujourd'hui).

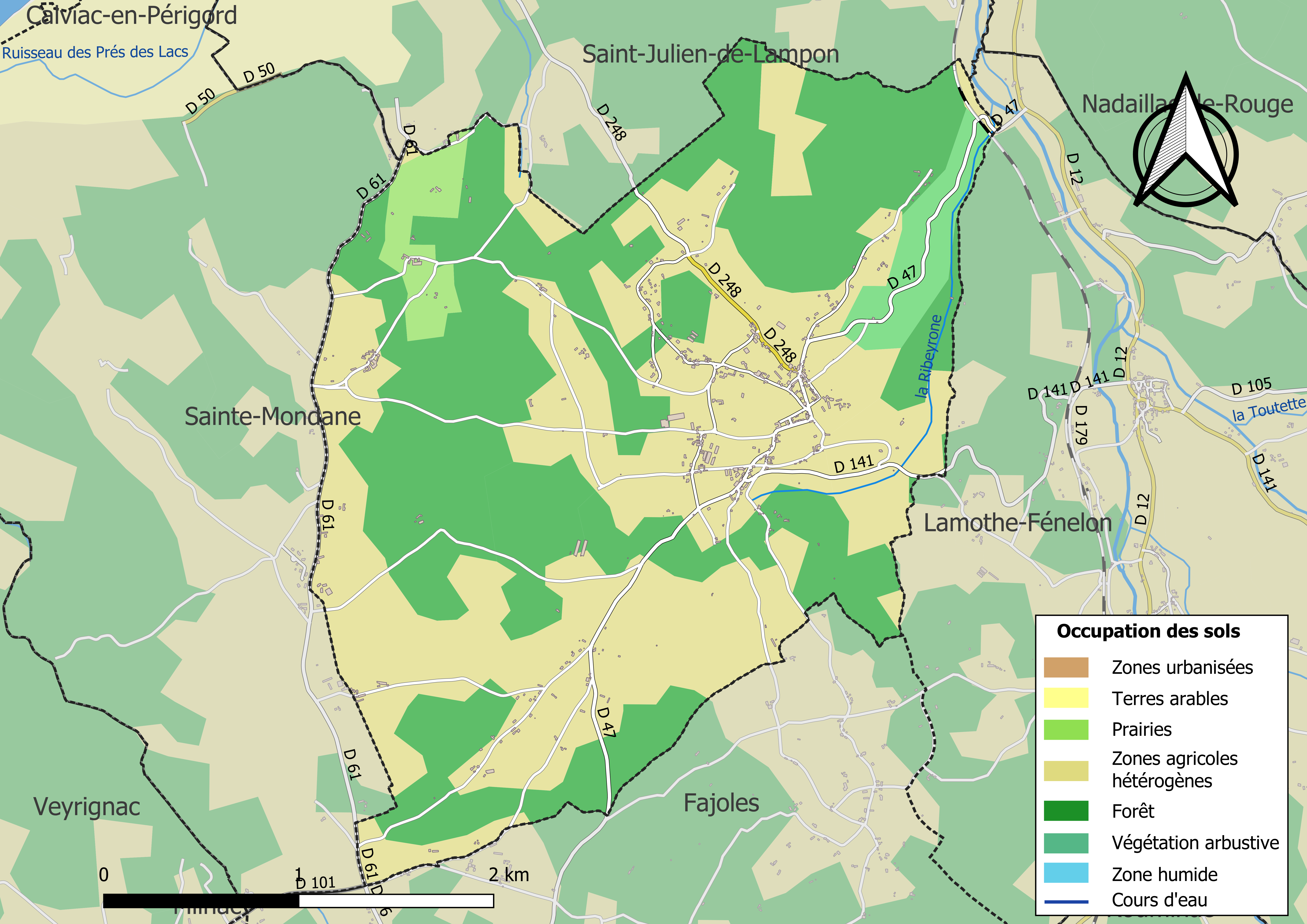
Carte des infrastructures et de l'occupation des sols de la commune en 2018 (CLC).

### Risques majeurs
Le territoire de la commune de Masclat est vulnérable à différents aléas naturels : météorologiques (tempête, orage, neige, grand froid, canicule ou sécheresse), inondations, feux de forêts, mouvements de terrains et séisme (sismicité très faible). Il est également exposé à un risque technologique,  le transport de matières dangereuses. Un site publié par le BRGM permet d'évaluer simplement et rapidement les risques d'un bien localisé soit par son adresse soit par le numéro de sa parcelle.

#### Risques naturels
Certaines parties du territoire communal sont susceptibles d’être affectées par le risque d’inondation par débordement de cours d'eau, notamment le Tournefeuille. La cartographie des zones inondables en ex-Midi-Pyrénées réalisée dans le cadre du XIe Contrat de plan État-région, visant à informer les citoyens et les décideurs sur le risque d’inondation, est accessible sur le site de la DREAL Occitanie. La commune a été reconnue en état de catastrophe naturelle au titre des dommages causés par les inondations et coulées de boue survenues en 1982 et 1999,.
Masclat est exposée au risque de feu de forêt. Un plan départemental de protection des forêts contre les incendies a été approuvé par arrêté préfectoral le 30 novembre 2015 pour la période 2015-2025. Les propriétaires doivent ainsi couper les broussailles, les arbustes et les branches basses sur une profondeur de 50 mètres, aux abords des constructions, chantiers, travaux et installations de toute nature, situées à moins de 200 mètres de terrains en nature
de bois, forêts, plantations, reboisements, landes ou friches. Le brûlage des déchets issus de l’entretien des parcs et jardins des ménages et des collectivités est interdit. L’écobuage est également interdit, ainsi que les feux de type méchouis et barbecues, à l’exception de ceux prévus dans des installations fixes (non situées sous couvert d'arbres) constituant une dépendance d'habitation.

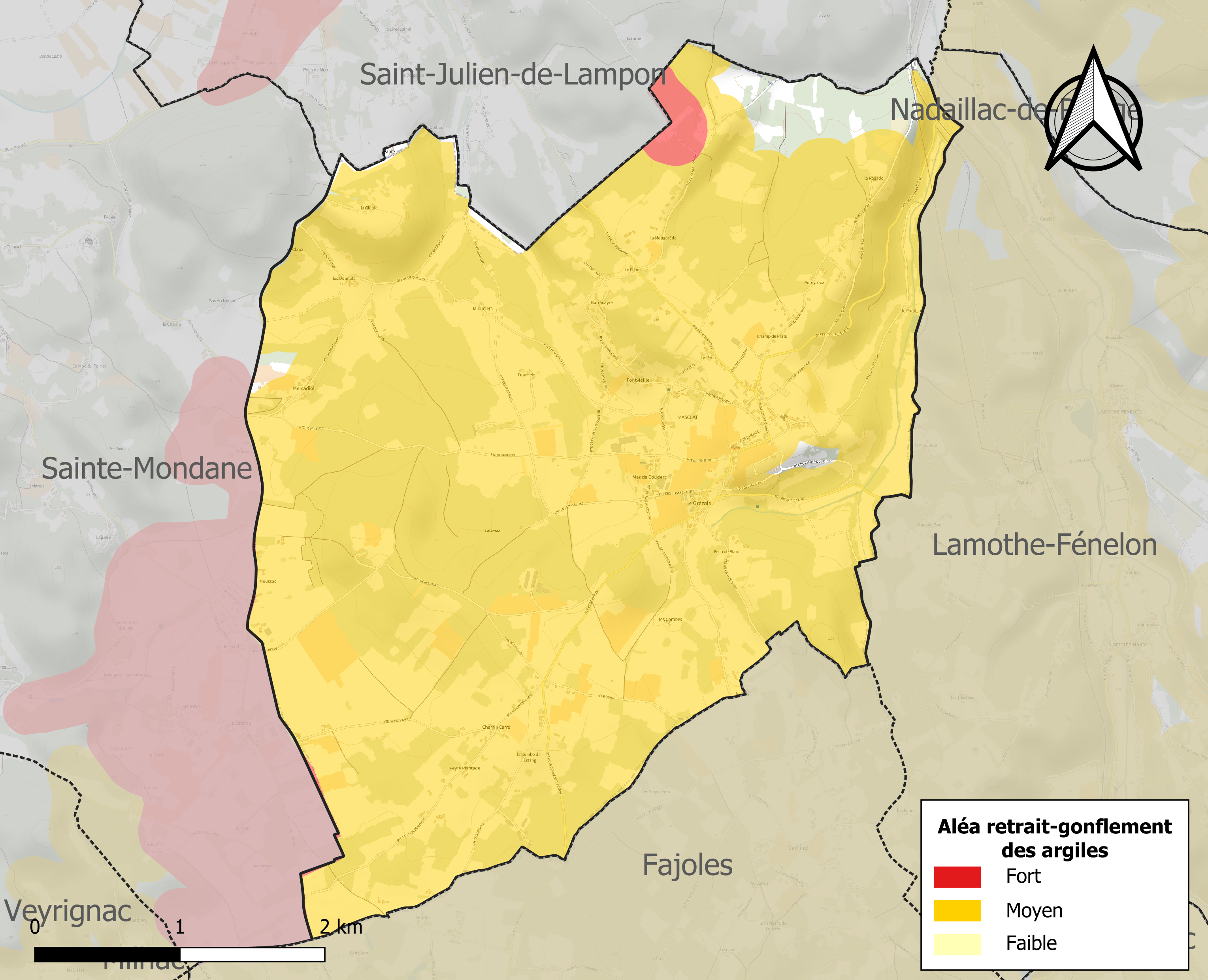
Carte des zones d'aléa retrait-gonflement des sols argileux de Masclat.

Les mouvements de terrains susceptibles de se produire sur la commune sont des affaissements et effondrements liés aux cavités souterraines (hors mines), des éboulements, chutes de pierres et de blocs, des glissements de terrain et des tassements différentiels. Par ailleurs, afin de mieux appréhender le risque d’affaissement de terrain, l'inventaire national des cavités souterraines permet de localiser celles situées sur la commune.
Le retrait-gonflement des sols argileux est susceptible d'engendrer des dommages importants aux bâtiments en cas d’alternance de périodes de sécheresse et de pluie. 96,6 % de la superficie communale est en aléa moyen ou fort (67,7 % au niveau départemental et 48,5 % au niveau national). Sur les 226 bâtiments dénombrés sur la commune en 2019, 223 sont en aléa moyen ou fort, soit 99 %, à comparer aux 72 % au niveau départemental et 54 % au niveau national. Une cartographie de l'exposition du territoire national au retrait gonflement des sols argileux est disponible sur le site du BRGM,.
Par ailleurs, afin de mieux appréhender le risque d’affaissement de terrain, l'inventaire national des cavités souterraines permet de localiser celles situées sur la commune.
Concernant les mouvements de terrains, la commune a été reconnue en état de catastrophe naturelle au titre des dommages causés par la sécheresse en 1989 et par des mouvements de terrain en 1999.

#### Risques technologiques
Le risque de transport de matières dangereuses sur la commune est lié à sa traversée par une infrastructure ferroviaire. Un accident se produisant sur une telle infrastructure est susceptible d’avoir des effets graves sur les biens, les personnes ou l'environnement, selon la nature du matériau transporté. Des dispositions d’urbanisme peuvent être préconisées en conséquence.

## Toponymie
Le toponyme Masclat est basé sur le gallo-romain Masclac. La terminaison -at pourrait être une altération de -ac issue du suffixe gaulois -acon (lui-même du celtique commun *-āko-), souvent latinisé en -acum dans les textes. Ce toponyme Masclacum ferait référence au  domaine de Masclac. En Quercy, les noms en -at peuvent provenir aussi du nom d'un nouveau propriétaire venu du nord du territoire occitan et installé après la guerre de Cent Ans ou la Peste noire.

## Histoire
L’origine de Masclat pourrait remonter, selon certaines indications, à l’époque mérovingienne.

## Politique et administration
| Période                                  | Période   | Identité            | Étiquette | Qualité                                |
| ---------------------------------------- | --------- | ------------------- | --------- | -------------------------------------- |
| Les données manquantes sont à compléter. |           |                     |           |                                        |
| 1795                                     | 1800      | François Chausse    |           |                                        |
| 1801                                     | 1814      | Géraud              |           |                                        |
| 1815                                     | 03.1821   | Bertrand Grangié    |           |                                        |
| 04.1821                                  | 02.1832   | Armand Linol        |           |                                        |
| 03.1832                                  | 08.1837   | Bertrand Grangié    |           |                                        |
| 09.1837                                  | 03.1848   | Étienne Jbroc       |           |                                        |
| 04.1848                                  | 03.1855   | François Julie      |           |                                        |
| 04.1855                                  | 1852      | François Lalande    |           |                                        |
| 12.1858                                  | 05.1884   | François Planchou   |           |                                        |
| 06.1884                                  | 05.1892   | François Pezet      |           |                                        |
| 06.1892                                  | 11.1919   | Calixte Pebeyre     |           |                                        |
| 12.1919                                  | 03.1925   | Pierre Escalmel     |           |                                        |
| 04.1925                                  | 05.1926   | Calixte Pebeyre     |           |                                        |
| 05.1926                                  | 04.1929   | Pierre Escalmel     |           |                                        |
| 05.1929                                  | 09.1933   | Jean Boyer          |           |                                        |
| 10.1933                                  | 04.1943   | Édouard Guy         |           |                                        |
| 05.1943                                  | 10.1944   | Élie Veril          |           |                                        |
| 10.1944                                  | 05.1945   | Fernand Arenes      |           |                                        |
| 05.1945                                  | 04.1964   | Élie Veril          |           |                                        |
| 05.1964                                  | 03.1965   | Georges Cros Arteil |           |                                        |
| 04.1965                                  | 04.1971   | Charles Bardou      |           |                                        |
| mars 1971                                | mars 2001 | Léonce Lafon        | PCF       |                                        |
| mars 2001                                | mars 2008 | Serge Combroux      |           |                                        |
| mars 2008 (réélue en mai 2020)           | En cours  | Monique Boutinaud   | LREM      | Conseillère départementale (2015-2021) |

## Démographie
L'évolution du nombre d'habitants est connue à travers les recensements de la population effectués dans la commune depuis 1793. Pour les communes de moins de 10 000 habitants, une enquête de recensement portant sur toute la population est réalisée tous les cinq ans, les populations de référence des années intermédiaires étant quant à elles estimées par interpolation ou extrapolation. Pour la commune, le premier recensement exhaustif entrant dans le cadre du nouveau dispositif a été réalisé en 2006.

En 2022, la commune comptait 356 habitants, en évolution de −0,28 % par rapport à 2016 (Lot : +1,31 %, France hors Mayotte : +2,11 %).
| 1793 | 1800 | 1806 | 1821  | 1831  | 1836  | 1841 | 1846 | 1851 |
| ---- | ---- | ---- | ----- | ----- | ----- | ---- | ---- | ---- |
| 614  | 643  | 915  | 1 184 | 1 265 | 1 311 | 682  | 690  | 644  |

| 1856 | 1861 | 1866 | 1872 | 1876 | 1881 | 1886 | 1891 | 1896 |
| ---- | ---- | ---- | ---- | ---- | ---- | ---- | ---- | ---- |
| 708  | 672  | 651  | 640  | 666  | 636  | 627  | 640  | 625  |

| 1901 | 1906 | 1911 | 1921 | 1926 | 1931 | 1936 | 1946 | 1954 |
| ---- | ---- | ---- | ---- | ---- | ---- | ---- | ---- | ---- |
| 586  | 551  | 552  | 485  | 477  | 446  | 428  | 400  | 341  |

| 1962 | 1968 | 1975 | 1982 | 1990 | 1999 | 2006 | 2011 | 2016 |
| ---- | ---- | ---- | ---- | ---- | ---- | ---- | ---- | ---- |
| 373  | 326  | 296  | 282  | 287  | 292  | 319  | 351  | 357  |

| 2021 | 2022 | - | - | - | - | - | - | - |
| ---- | ---- | - | - | - | - | - | - | - |
| 358  | 356  | - | - | - | - | - | - | - |

## Économie

### Revenus
En 2018, la commune compte 159 ménages fiscaux, regroupant 337 personnes. La médiane du revenu disponible par unité de consommation est de 18 580 € (20 740 € dans le département).

### Emploi
|                | 2008  | 2013   | 2018   |
| -------------- | ----- | ------ | ------ |
| Commune        | 9,1 % | 11,2 % | 14,2 % |
| Département    | 7,3 % | 8,9 %  | 9,6 %  |
| France entière | 8,3 % | 10 %   | 10 %   |

En 2018, la population âgée de 15 à 64 ans s'élève à 199 personnes, parmi lesquelles on compte 77,2 % d'actifs (63 % ayant un emploi et 14,2 % de chômeurs) et 22,8 % d'inactifs,. Depuis 2008, le taux de chômage communal (au sens du recensement) des 15-64 ans est supérieur à celui de la France et du département.
La commune est hors attraction des villes,. Elle compte 57 emplois en 2018, contre 77 en 2013 et 50 en 2008. Le nombre d'actifs ayant un emploi résidant dans la commune est de 130, soit un indicateur de concentration d'emploi de 43,7 % et un taux d'activité parmi les 15 ans ou plus de 52,4 %.
Sur ces 130 actifs de 15 ans ou plus ayant un emploi, 32 travaillent dans la commune, soit 24 % des habitants. Pour se rendre au travail, 90,5 % des habitants utilisent un véhicule personnel ou de fonction à quatre roues, 3,2 % s'y rendent en deux-roues, à vélo ou à pied et 6,3 % n'ont pas besoin de transport (travail au domicile).

### Activités hors agriculture
27 établissements sont implantés  à Masclat au 31 décembre 2019.
Le secteur du commerce de gros et de détail, des transports, de l'hébergement et de la restauration est prépondérant sur la commune puisqu'il représente 29,6 % du nombre total d'établissements de la commune (8 sur les 27 entreprises implantées  à Masclat), contre 29,9 % au niveau départemental.

### Agriculture
La commune est dans la « Bourianne », une petite région agricole occupant une partiede l'ouest du territoire du département du Lot. En 2020, l'orientation technico-économique de l'agriculture  sur la commune est la polyculture et/ou le polyélevage.
|               | 1988 | 2000 | 2010 | 2020 |
| ------------- | ---- | ---- | ---- | ---- |
| Exploitations | 32   | 23   | 18   | 11   |
| SAU (ha)      | 395  | 456  | 400  | 505  |

Le nombre d'exploitations agricoles en activité et ayant leur siège dans la commune est passé de 32 lors du recensement agricole de 1988  à 23 en 2000 puis à 18 en 2010 et enfin à 11 en 2020, soit une baisse de 66 % en 32 ans. Le même mouvement est observé à l'échelle du département qui a perdu pendant cette période 60 % de ses exploitations,. La surface agricole utilisée sur la commune est restée relativement stable, passant de 395 ha en 1988 à 505 ha en 2020. Parallèlement la surface agricole utilisée moyenne par exploitation a augmenté, passant de 12 à 46 ha.

## Culture locale et patrimoine

### Lieux et monuments
- le château de Masclat, au cœur du village, ancien repaire sous la seigneurie des Cardaillac puis des Thémines au XIVe siècle, occupé par les Anglais de 1355 à 1362, il fut reconstruit au siècle suivant. L’édifice est à l’état de « vieille masure » en 1856. La réfection des toitures permettra sa sauvegarde.

Bel édifice, construit autour d’une haute tour carrée, le corps de logis principal est flanqué de deux tours rondes (fin XVe siècle) tronquées mais encore équipées de canonnières, la troisième tour ronde, à l’arrière du bâtiment, loge l’escalier à vis. À gauche, dans la cour, l’ancien « grenier du château » servit d’auberge de 1919 à 1960.
À proximité, dans l’encadrement du portail, trône l’écu à trois bandes des Salignac Fénelon.
De nombreux seigneurs ou co-seigneurs se succédèrent au gré des alliances et transactions. Nous trouverons notamment diverses familles : les "de Massaut", les "d'Auriole", les "de Blanchefort", les "de Mareuil", les "de Fontanges".
Les "de Vervaix" resteront seigneurs de Masclat du XVe au XVIIe siècle. Viendront ensuite les familles "de Landon de Sauvat" puis "de Lentron de Saint-Hubert" et enfin à la veille de la Révolution : les "Corneilhan".
Le château sera vendu aux enchères en 1859 et adjugé à M. Planchou, propriétaire et maire de Masclat. 
Revendu depuis peu, il a longtemps appartenu à la famille Pébeyre originaire de Masclat.
- l’église Saint-Hilaire accolée à la muraille du château. On y pénètre par un porche de la fin du XIIe siècle abritant le portail. Le plan de l’édifice est assez curieux : en forme de croix latine à l’origine, l’adjonction d’une chapelle latérale de chaque côté de la nef, soudée au bras du transept, a modifié son plan primitif. Le clocher de type barlong, percé de huit ouvertures campanaires en plein-cintre est assis sur la partie centrale du transept. Dans le chœur, on aperçoit une très belle fenêtre romane à ouverture très ébrasée, en partie murée vers le bas et un petit placard à burettes de type gothique à arc trilobé en plein-cintre d’environ 80 cm de hauteur. On peut également remarquer les traces d’une litre noire. L'édifice est référencé dans la base Mérimée et à l'Inventaire général de la région Occitanie[31].L'église Saint-Hilaire de Masclat
- Autres curiosités :

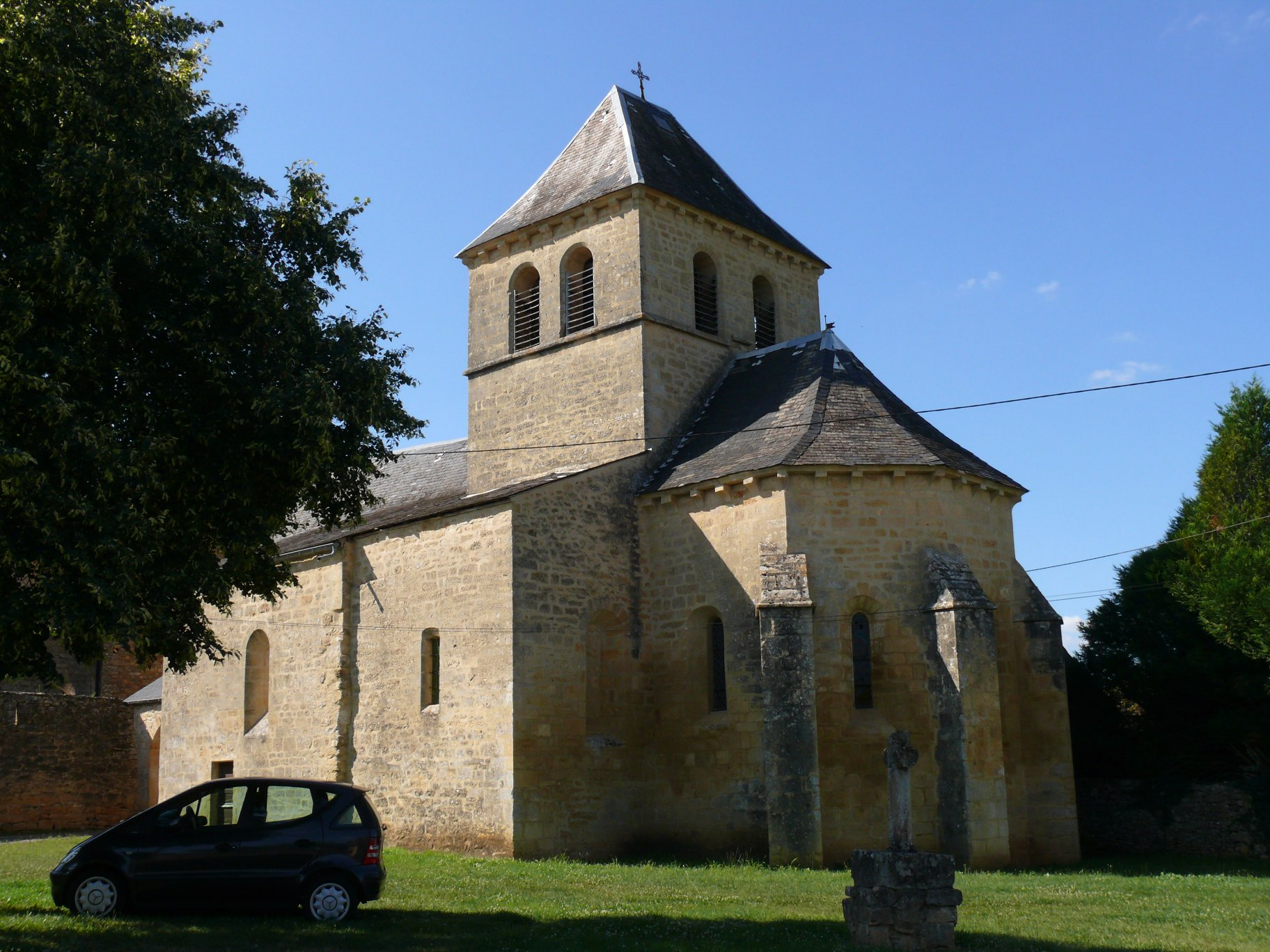
L'église Saint-Hilaire de Masclat

  - une croix dite « de la guerre de Cent Ans », à la sortie du village, au nord, jouxte une très ancienne maison : « la maison des Anglais ». On peut y voir, sur la cheminée, une inscription en cette langue. Elle daterait de l’occupation anglaise durant la guerre de Cent Ans.
  - une sculpture de buste humain à orifice traversant est connue comme « l’étranglement du seigneur » est située à proximité, dans un mur de grange. La tradition orale veut que le forgeron du lieu gênait le seigneur par son activité matinale. Ce dernier aurait projeté de la faire disparaître. Le forgeron en étant réchappé s’était fait sculpter son buste dans la pierre. La main gauche portée sur son cou indique que le seigneur le menaçait de mort.
  - plusieurs croix de pierre, des bâtisses intéressantes, trois lavoirs publics, couverts ou non, avec puits ou sources captées, sans voûte, représentent l’architecture rurale locale sur un territoire très morcelé.
  - un tilleul de Sully planté sous Henri IV[32].

### Personnalités liées à la commune
- Pierre Glandin (1780-1865), procureur impérial à Gourdon, y est né.